# Urgedra nabora
Urgedra nabora är en fjärilsart som beskrevs av William Schaus 1928. Urgedra nabora ingår i släktet Urgedra och familjen tandspinnare. Inga underarter finns listade i Catalogue of Life.